# Дагестанское государственное издательство учебно-педагогической литературы
«Дагеста́нское госуда́рственное изда́тельство уче́бно-педагоги́ческой литерату́ры» («Дагучпедги́з») — советское и российское государственное издательство. Основано в 1943 году в Махачкале.

## История
Основано в 1943 году в Махачкале. С 1963 года находилось в подчинении Государственному комитету Совета министров РСФСР по печати.
Специализировалось на выпуске учебной, учебно-методической, детской и художественной литературы на 7 языках дагестанских народов.
В 1996 году издательство стало государственным унитарным предприятием.
| Статистика по объёмам производства. 1979–1990 годы | Статистика по объёмам производства. 1979–1990 годы | Статистика по объёмам производства. 1979–1990 годы | Статистика по объёмам производства. 1979–1990 годы | Статистика по объёмам производства. 1979–1990 годы | Статистика по объёмам производства. 1979–1990 годы | Статистика по объёмам производства. 1979–1990 годы | Статистика по объёмам производства. 1979–1990 годы |
| —                                                  | 1979                                               | 1980                                               | 1982                                               | 1983                                               | 1984                                               | 1985                                               | 1990                                               |
| -------------------------------------------------- | -------------------------------------------------- | -------------------------------------------------- | -------------------------------------------------- | -------------------------------------------------- | -------------------------------------------------- | -------------------------------------------------- | -------------------------------------------------- |
| Книг и брошюр, печатных единиц                     | 133                                                | 142                                                | 156                                                | 135                                                | 130                                                | 139                                                | 147                                                |
| Тираж, млн экз.                                    | 1,3                                                | 1,226                                              | 1,0949                                             | 1,1611                                             | 1,2393                                             | 1,0931                                             | 1,1701                                             |
| Печатных листов-оттисков, млн                      | н. д.                                              | 12,3376                                            | 12,4576                                            | 12,7758                                            | 12,9081                                            | 16,2181                                            | 21,4113                                            |